# Симпсоны (сезон 28)
Двадцать восьмой сезон мультсериала «Симпсоны» транслировался на телеканале Fox с 25 сентября 2016 года по 21 мая 2017 года. О том, что сериал будет продлён и на 28 сезон, было объявлено телеканалом ещё 4 мая 2015 года.
На этот сезон пришёлся юбилейный, 600-й, эпизод — (хэллоуинская серия «Treehouse of Horror XXVII»).
В этом сезоне:
- были показаны диванные шутки в стиле мультсериалов «Время приключений» («Monty Burns' Fleeing Circus») и «Робоцып» («The Cad and the Hat»);
- в серии «Fatzcarraldo» появлялась Мона Симпсон, мама Гомера[3];
- была показана двойная серия «The Great Phatsby», пародирующая роман «Великий Гэтсби»[4][5];
- также была серия про игру Pokémon Go («Looking for Mr. Goodbart»).

## Политические ролики
На Youtube-канале Animation on FOX создатели сериала начали периодически размещать небольшие ролики на политические темы. Так 1 августа 2016 года появился ролик под названием «3 a.m.», в котором Гомер и Мардж не могут решить, за кого им голосовать на предстоящих президентских выборах. Они включают телевизор, где идёт сюжет о реакции кандидатов в президенты на возможную экстремальную ситуацию.
15 октября появилось видео «Homer Votes 2016», в котором на американский избирательный участок приходит Владимир Путин, который оказывается в списке избирателей. Он голосует за Дональда Трампа, объясняя это тем, что тот должен сделать Россию снова великой. Затем Путин снимает майку, садится на лошадь и уезжает.
27 апреля 2017 года появилось видео «Donald Trump’s First 100 Days In Office», посвящённое первым 100 дням правления Трампа. В этом ролике Иванка Трамп входит в состав Верховного суда США.

## Список серий
| № общий | № в сезоне | Название                                                                    | Режиссёр                   | Автор сценария                               | Дата премьеры    | Произв. код   | Зрители в США (млн) |
| --- | ---------- | --------------------------------------------------------------------------- | -------------------------- | -------------------------------------------- | ---------------- | ------------- | ------------------- |
| 597 | 1          | «Спасающийся цирк Монти Бёрнса» «Monty Burns’ Fleeing Circus»               | Мэттью Настук              | Том Гаммилл и Макс Просс                     | 25 сентября 2016 | VABF20        | 3,36                |
| Из-за новой городской статуи Спрингфилд оказывается разрушен. Симпсоны обращаются к самому богатому человеку мистеру Бёрнсу с просьбой восстановить город. Старик соглашается, но взамен желает сделать свою постановку на городской сцене. Бёрнс хочет оживить свои детские воспоминания, ведь будучи ребёнком, он имел негативный опыт выступления перед публикой. Приглашённые звёзды: Эми Шумер, Пендлтон Уорд |            |                                                                             |                            |                                              |                  |               |                     |
| 598 | 2          | «Друзья и семья» «Friends and Family»                                       | Лэнс Крамер                | Дж. Стюарт Бернс                             | 2 октября 2016   | VABF18        | 6                   |
| Мистер Бёрнс пробует обзавестись семьёй при помощи технологии виртуальной реальности. Он нанимает всю семью Симпсонов, кроме Гомера, для съёмок методом захвата движения. Гомер, оставшись надолго один, находит себе нового друга, соседку Джулию. Ему нравится общаться с ней, поскольку она ведёт себя, как он. Приглашённые звёзды: Эллисон Дженни |            |                                                                             |                            |                                              |                  |               |                     |
| 599 | 3          | «Город» «The Town»                                                          | Роб Оливер                 | Дэйв Кинг                                    | 9 октября 2016   | VABF17        | 3,22                |
| Вместо того, чтобы болеть за команду своего города, Барт начинает болеть за бостонскую команду по американскому футболу. Гомер берёт всю семью в Бостон, чтобы показать, что этот город не так уж и хорош. Приглашённые звёзды: Билл Бёрр, Майкл Чиклис, Рэйчел Дрэч, Дорис Кернс Гудуин, Дэна Гулд |            |                                                                             |                            |                                              |                  |               |                     |
| 600 | 4          | «Домик ужасов XXVII» «Treehouse of Horror XXVII»                            | Стивен Дин Мур             | Джоэль Х. Коэн                               | 16 октября 2016  | VABF16        | 7,44                |
| «Dry Hard» (с англ. — «Засушливые игры») — пародия на «Голодные игры» и «Безумного Макса». В Спрингфилде сильная засуха, вода осталась только у мистера Бёрнса. Для своего развлечения он проводит соревнование среди детей, которые должны сражаться насмерть между собой в специальном вольере. Победитель сможет провести время в водохранилище Бёрнса. «BFF R.I.P.» (с англ. — «Подружки до гроба») — все друзья Лизы начинают умирать странной смертью. Оказывается, их убивает Рейчел, воображаемая подруга Лизы из детства. Она очень обижена, ведь поскольку теперь Лиза подросла, она больше не общается с ней. «MoeFinger» (с англ. — «Мофингер») — пародия на сагу о Джеймсе Бонде и фильм «Kingsman: Секретная служба». Приглашённые звёзды: Дрю Кэри, Дональд Фейген, Келси Грэммер, Морис Ламарш, Джудит Оуэн, Сара Сильверман |            |                                                                             |                            |                                              |                  |               |                     |
| 601 | 5          | «Доверяй, но уточняй» «Trust But Clarify»                                   | Майк Фрэнк Полчино         | Гарри Ширер                                  | 23 октября 2016  | VABF21        | 3,36                |
| Лиза и Барт исследуют состав новых конфет клоуна Красти. Гомер пытается изменить свой имидж, чтобы повыситься по службе. Кента Брокмана увольняют с телевидения, из-за обмана в эфире. Приглашённые звёзды: Дэн Разер |            |                                                                             |                            |                                              |                  |               |                     |
| 602 | 6          | «Будем друзьями» «There Will Be Buds»                                       | Мэттью Фонан               | Мэтт Сэлман                                  | 6 ноября 2016    | VABF22        | 3,14                |
| После того, как оказалось, что американский футбол очень травмоопасный вид спорта, жители города решили занять своих детей лакроссом. Тренировать детей назначен отец Милхауса Кирк Ван Хутен, поскольку в молодости он был звездой этого спорта, а помогать ему будет Гомер. Приглашённые звёзды: Джо Мантенья |            |                                                                             |                            |                                              |                  |               |                     |
| 603 | 7          | «Дикие выходные в Гаване» «Havana Wild Weekend»                             | Боб Андерсон               | Деб Лакуста, Дэн Кастелланета, Питер Тильден | 13 ноября 2016   | VABF19        | 7,13                |
| Дедушка Симпсон чувствует себя очень больным и дряхлым, но ему не могут помочь, ни в доме престарелых, ни в ветеранском госпитале. За хорошей бесплатной медициной Симпсоны летят на Кубу. Приглашённые звёзды: Стейси Кич, Деб Лакуста |            |                                                                             |                            |                                              |                  |               |                     |
| 604 | 8          | «Поведение папы» «Dad Behavior»                                             | Стивен Дин Мур             | Райан Кох                                    | 20 ноября 2016   | WABF01        | 2,88                |
| Гомер устанавливает новое приложение на телефон, благодаря которому он может больше не выполнять домашнюю работу. Её вместо него теперь выполняют специальные люди и даже с Бартом играет нанятый человек. Неожиданно Гомер начинает ревновать и решает проводить свободное время с Милхаусом. Приглашённые звёзды: Мэтт Лейнарт |            |                                                                             |                            |                                              |                  |               |                     |
| 605 | 9          | «Последний тягогерой» «The Last Traction Hero»                              | Боб Андерсон               | Билл Оденкерк                                | 4 декабря 2016   | WABF03        | 5,77                |
| Гомер упал в бетономешалку на работе и теперь собирается судиться с мистером Бёрнсом. В это время Смиттерс начинает периодически наведываться к Симпсонам, чтобы как-то уладить это дело без суда. Мардж же приятно проводить время в компании Вэйлона, ведь с ним можно поговорить. Лиза становится дежурным по школьному автобусу. |            |                                                                             |                            |                                              |                  |               |                     |
| 606 | 10         | «Кошмар после Крастества» «The Nightmare After Krustmas»                    | Роб Оливер                 | Джефф Вестбрук                               | 11 декабря 2016  | WABF02        | 5,6                 |
| Клоун Красти не может найти общий язык со своей дочерью и Симпсоны приглашают их обоих к себе на Рождество. Преподобный Тимоти Лавджой, воспользовавшись моментом, пытается обратить Красти в христианство. В это время Мэгги борется с игрушечным гномом, который следит, чтобы она хорошо себя вела. Приглашённые звёзды: Уэйн Гретцки, Тео Янсен, Наташа Лионн, Джеки Мейсон |            |                                                                             |                            |                                              |                  |               |                     |
| 607 | 11         | «Свинья и Бёрнс» «Pork and Burns»                                           | Мэттью Настук              | Роб ЛаЗебник                                 | 8 января 2017    | WABF06        | 8,19                |
| Мардж увлекается книгой японских монахов, в которой пропагандируется идея избавления от ненужных вещей. Она начинает требовать от Гомера избавиться от свиньи-паука. В это время у Лизы развивается тревожное расстройство и под его влиянием она отказывается от всех своих вещей, включая саксофон. Приглашённые звёзды: Джойс Кэрол Оутс, Майкл Йорк |            |                                                                             |                            |                                              |                  |               |                     |
| 608609 | 1213       | «Великий Фэтсби (Часть 1 & Часть 2)» «The Great Phatsby (Vol. I & Vol. II)» | Крис Клементс Тимоти Бэйли | Дэн Грини Дэн Грини и Мэтт Сэлман            | 15 января 2017   | WABF04 WABF05 | 6,9                 |
| Мистер Бёрнс находит себе нового друга в лице богатого хип-хоп-продюсера, но неожиданно рэп-магнат предаёт старика. Бёрнс вынашивает планы мести, а Гомер и Барт помогают ему. В это время Мардж открывает свой магазин, а Лиза знакомится с богатым мальчиком. Приглашённые звёзды: Чарльз Баркли, Common, Тараджи Хенсон, Кигэн-Майкл Ки, RZA, Кевин Майкл Ричардсон, Snoop Dogg |            |                                                                             |                            |                                              |                  |               |                     |
| 610 | 14         | «Жирскарральдо» «Fatzcarraldo»                                              | Марк Киркленд              | Майкл Прайс                                  | 12 февраля 2017  | WABF07        | 2,4                 |
| Гомер вспоминает, что пристрастился к вредной пище ещё в детстве, когда заедал хот-догами свои психологические проблемы. Через тридцать лет он совершенно случайно в соседнем районе находит ту самую свою первую забегаловку. Теперь же, чтобы снять стресс, он не идёт, как обычно, в таверну к Мо, а едет в лавку с хот-догами. В это время у школьной радиостанции проблемы с рейтингами и финансированием, которые Лиза пытается разрешить. Приглашённые звёзды: Гленн Клоуз, Кевин Майкл Ричардсон |            |                                                                             |                            |                                              |                  |               |                     |
| 611 | 15         | «Хам и шляпа» «The Cad and the Hat»                                         | Стивен Дин Мур             | Рон Циммерман                                | 19 февраля 2017  | WABF08        | 2,44                |
| Барта мучает чувство вины, после того как он выбрасывает новую шляпку Лизы. Гомер же вспоминает, что с детства мастерски играет в шахматы. Этот его навык также оказывается связан с проблемами из прошлого. Приглашённые звёзды: Магнус Карлсен, Сет Грин, Паттон Освальт |            |                                                                             |                            |                                              |                  |               |                     |
| 612 | 16         | «И снова лагерь Красти» «Kamp Krustier»                                     | Роб Оливер                 | Дэвид Стерн                                  | 5 марта 2017     | WABF09        | 2,56                |
| У детей начинаются психологические проблемы, связанные с посещением лагеря Красти и теперь Барт спит в комнате родителей. Не имея больше возможности шалить с Мардж, Гомер направляет свою энергию в другое русло, он становится ответственным и дисциплинированным работником. Мардж нравится такое преображение её мужа, но с другой стороны, она скучает по старому Гомеру. Вся семья отправляется на место бывшего лагеря, чтобы дети могли разобраться в своих страхах. Приглашённые звёзды: Лиззи Каплан, Майкл Шин |            |                                                                             |                            |                                              |                  |               |                     |
| 613 | 17         | «22 за 30» «22 for 30»                                                      | Крис Клементс              | Джоэль Х. Коэн                               | 12 марта 2017    | WABF10        | 2,61                |
| Серия является пародией на кабельные спортивные документальные программы. Барт проявляет способности в баскетболе и благодаря ему команда спрингфилдской начальной школы начинает побеждать. Гомер становится тренером команды. Жирный Тони использует Барта, прося его побеждать лишь с небольшим отрывом, якобы для того, чтобы насолить отцу, но на самом деле мафия играет на тотализаторе. Лиза проявляет свой журналистский талант и пытается разобраться в этом деле. Приглашённые звёзды: Стивен Карри, Джо Мантенья |            |                                                                             |                            |                                              |                  |               |                     |
| 614 | 18         | «Часы отца» «A Father's Watch»                                              | Боб Андерсон               | Саймон Рич                                   | 19 марта 2017    | WABF11        | 2,4                 |
| Мардж обеспокоена тем, что из Барта не получится ничего хорошего, так как у него занижена самооценка. Она обращается за советом к «экспертам» по воспитанию детей, которые советуют дарить детям награды и таким образом повышать их самооценку. Гомер улавливает новый тренд и открывает в гараже лавку по продаже наград. Между тем Барт находит необходимую ему поддержку со стороны дедушки, который дарит ему семейную реликвию — драгоценные часы, которые надеялся получить Гомер. Приглашённые звёзды: Ванесса Байер, Брайан Посен, Роб Риггл, Адам Сильвер |            |                                                                             |                            |                                              |                  |               |                     |
| 615 | 19         | «Погоня за каперсами» «The Caper Chase»                                     | Лэнс Крамер                | Джефф Вестбрук                               | 2 апреля 2017    | WABF12        | 2,13                |
| Мистер Бёрнс, разочарованный в современном Йельском университете, решает открыть свой собственный университет. Он нанимает работников атомной станции в качестве преподавателей. Приглашённые звёзды: Джейсон Александер, Кен Дженнингс, Стэн Ли, Роберт Макки, Сьюзи Орман, Нил Деграсс Тайсон |            |                                                                             |                            |                                              |                  |               |                     |
| 616 | 20         | «В поисках Добробарта» «Looking for Mr. Goodbart»                           | Майк Фрэнк Полчино         | Кэролин Омайн                                | 30 апреля 2017   | WABF13        | 2,3                 |
| Гомер и Лиза становятся зависимыми от игры Peekimon Get и начинают тратить на неё настоящие деньги. Тем временем Барт развлекает одиноких старушек, притворяясь их внуком. Взамен Барт получает от бабушек конфеты и игрушки. Приглашённые звёзды: Валери Харпер, Дженнифер Сондерс |            |                                                                             |                            |                                              |                  |               |                     |
| 617 | 21         | «Моходом» «Moho House»                                                      | Мэттью Настук              | Джефф Мартин                                 | 7 мая 2017       | WABF14        | 2,34                |
| Найджел, старый приятель мистера Бёрнса, спорит с Бёрнсом, что сможет разрушить брак Гомера и Мардж. Сделать это кажется не сложным, так как именно в этот период они переживают кризис отношений. Неожиданно на помощь к Гомеру приходит Мо. Приглашённые звёзды: Валери Харпер, Кевин Майкл Ричардсон, Майкл Йорк |            |                                                                             |                            |                                              |                  |               |                     |
| 618 | 22         | «Догтаун» «Dogtown»                                                         | Стивен Дин Мур             | Дж. Стюарт Бернс                             | 21 мая 2017      | WABF15        | 2,15                |
| После того, как судебное дело Гомера завершается вердиктом, что собачья жизнь ценнее человеческой, собаки Спрингфилда повышают свой статус лучшего друга человека. Когда четвероногие признают свое новое социальное положение, они утверждают своё господство над людьми. Приглашённые звёзды: Кевин Майкл Ричардсон, Майкл Йорк |            |                                                                             |                            |                                              |                  |               |                     |